# 新聞学院 (1932年設立)
新聞学院（しんぶんがくいん）は、1932年に設立され、閉校となった1942年までに、332人が卒業し、およそ200人ほどのジャーナリストを輩出した、夜間1年制の「日本初の本格的記者養成学校」。

## 概要
新聞学院は、『国民新聞』などで活躍した山根真治郎が学院長となり、ミズーリ大学のジャーナリズム教育課程を参考に、講師に徳富蘇峰や緒方竹虎らをはじめ、各新聞社の幹部などを迎えて授業を行った。伊藤正徳や杉村楚人冠も講義をした。学生には、大学生や新聞社の社員などが多くいたという。
開校に際して、山根は、三井財閥の支援を得て神田三崎町に新聞学院の校舎を構えたが、学院は後に銀座へ移転した。
1942年8月、山根は学院長を辞任し、その後、新聞学院も閉校となった。
機関誌『学報』は、33冊刊行されたうち29冊が現存しており、2015年に復刻出版された。

## おもな出身者
- 原四郎 - 読売新聞副社長。
- 金久保通雄 - 報知新聞常務、読売新聞出版局長。
- 小門勝二 - 毎日新聞記者を経て、随筆家。
- 山根康治郎 - 中日新聞経済部長、山根真治郎の娘婿[1]。
- 古谷糸子 - 東京日日新聞〜毎日新聞記者、古谷綱正の妻[6]